# Paul Hermann Müller
Paul Hermann Müller, švicarski kemik, nobelovec, * 12. januar 1899, Olten, Solothurn, Švica, † 12. oktober 1965, Basel.
Zgodnjo mladost je preživel v vasi Lenzburg v kantonu Aargau, kasneje pa se je družina preselila v Basel, kjer je končal osnovno in srednjo šolo. Leta 1916 se je zaposlil kot pomočnik kemik v laboratoriju podjetja Lonza A.G. in do leta 1919 opravil pogoje za vpis na Univerzo v Baslu, kjer je doktoriral leta 1925.
Maja istega leta se je zaposlil pri J. R. Geigy A.G (kasnejši Ciba-Geigy, danes Novartis). Sprva se je ukvarjal z naravnimi snovmi za strojenje usnja, kasneje pa se je preusmeril v raziskave pesticidov. Leta 1935 je pričel z delom na sintetičnih insekticidih in štiri leta kasneje je izpopolnil postopek za sintezo dikloro-difenil-trikloroetana, bolj znanega pod kratico DDT. Podjetje je prejelo patent za to snov leta 1940, pripravki pa so prišli na tržišče leta 1942.
Terenski poskusi so kmalu pokazali, da je snov izjemno učinkovita za zatiranje številnih škodljivcev, med njimi hišne muhe, zajedavskih uši, komarjev in koloradskih hroščev. Spojina je hitro pritegnila pozornost britanskih in ameriških medicinskih entomologov, ki so se med drugo svetovno vojno s težavo borili proti prenašalcem nalezljivih bolezni na tropskih bojiščih. Kmalu se je v obeh državah pričela množična proizvodnja te snovi, s katero so se uspešno spopadli s tifusom in malarijo. Kasneje se je DDT izkazal za uporabnega tudi pri zatiranju škodljivcev v kmetijstvu. Za odkritje DDT-ja in njegovih insekticidnih lastnosti je Müller po vojni, leta 1948, prejel Nobelovo nagrado za fiziologijo ali medicino. Šele več kot deset let kasneje se je izkazalo, da ima DDT mnogo škodljivih vplivov na netarčne organizme (vključno s človekom) in ekosistem kot celoto, zaradi česar je bil po Stockholmski konvenciji naposled prepovedan.
Müller se je leta 1927 poročil s Friedel Rüegsegger in imel z njo hči ter dva sinova. Umrl je leta 1965 v Baslu, kjer je preživel večino svojega življenja.